# 昭容鄭氏 (光海君)
昭容鄭氏（소용정씨）（？—1623年），朝鲜王朝废君光海君的後宮嬪御，本貫為東萊。鄭士龍孙女，父母身份不詳。
鄭氏入宮年份不詳。據朝鮮實錄記載，在光海君時，任昭容因为美貌善解人意且刻意奉承而得到光海君的寵愛，金尚宮以特異聰慧陰險狡詐而得寵，而鄭氏為人狡詐長袖善舞，朝中的上疏王的教命，都由她幫著光海君分門別類、上呈下達，光海君極其信任寵幸她；這三人是光海君最寵愛的後宮嬪御。光海十五年（1623年），仁祖反正當日，鄭氏畏罪自盡，昭儀尹氏以罪賜死，其餘後宮被流放或回私家，宫女之中凡是附和討好光海君誣陷仁穆大妃詛咒事件的，或是刑訊，或是處斬。。

## 家族
| 关系   | 姓名     | 生卒年     | 封号/职位 | 备注           |
| ------ | -------- | ---------- | --------- | -------------- |
| 高祖父 | 鄭蘭宗   |            |           |                |
| 曾祖父 | 鄭光輔   |            | 府使      |                |
| 伯祖父 | 鄭漢龍   |            | 縣監      |                |
| 祖父   | 鄭士龍   | 1491－1570 |           |                |
| 父     | 鄭象獻   |            |           |                |
| 兄     | 鄭之產   |            |           |                |
| 堂姐   | 东莱郑氏 | 1564－1580 | 淑儀      | 朝鲜宣祖后宫。 |

## 附註
1. ↑  .   [2014-07-20]. （原始内容存档于2014-02-03）.
2. ↑  .   [2014-07-20]. （原始内容存档于2014-07-28）.